# Europarlamentari pentru Luxemburg 1979-1984
This is a list of MEPs for Luxembourg from 1979 to 1984.
- Victor Abens (Luxembourg Socialist Workers' Party: Party of European Socialists)
- Nicolas Estgen (Christian Social People's Party: European People's Party)
- Marc Fischbach (Christian Social People's Party: European People's Party)
- Colette Flesch (Democratic Party: European Liberal, Democrat and Reform Party)
- Jean Hamilius (Democratic Party: European Liberal, Democrat and Reform Party)
- Jean Spautz (Christian Social People's Party: European People's Party)[1]